# Michael Rachlin
Michael Rachlin (født 1970) er en dansk journalist og forfatter. Han har arbejdet på bl.a. Jyllands-Posten, Berlingske Tidende og Nyhedsavisen.
Han var med til at danne F.C. København-fanfraktionen Cooligans. Han har skrevet bogen Slaget om København - den store bog om Brøndby FCK samt en del af antologien Superligaen 25 år. 
Han blev i 2019 ansat som redaktør og kommunikationsansvarlig i Det Jødiske Samfund .
Michael Rachlin er bror til Dan Rachlin og nevø til Samuel Rachlin